# Presidenti della Provincia autonoma di Bolzano

Stemma della Provincia autonoma di Bolzano

Il presidente della Provincia autonoma di Bolzano (in tedesco Landeshauptmann Südtirols) è il capo del governo dell'Alto Adige.

## Lista
| N°                                             | Presidente                            | Presidente                            | Presidente                            | Partito                               | Giunta                                | Periodo                               | Legislatura                           |
| Presidenti della Provincia di Bolzano          | Presidenti della Provincia di Bolzano | Presidenti della Provincia di Bolzano | Presidenti della Provincia di Bolzano | Presidenti della Provincia di Bolzano | Presidenti della Provincia di Bolzano | Presidenti della Provincia di Bolzano | Presidenti della Provincia di Bolzano |
| ---------------------------------------------- | ------------------------------------- | ------------------------------------- | ------------------------------------- | ------------------------------------- | ------------------------------------- | ------------------------------------- | ------------------------------------- |
| 1                                              |                                       |                                       | Karl Erckert (1894-1955)              | Südtiroler Volkspartei                | SVP-DC-PSLI                           | 1948–1952                             | I (1948)                              |
| 1                                              | SVP-DC                                | 1952–1955                             | Karl Erckert (1894-1955)              | Südtiroler Volkspartei                | II (1952)                             |                                       |                                       |
| 2                                              | SVP-DC                                |                                       |                                       | Alois Pupp (1900-1969)                | II (1952)                             | Südtiroler Volkspartei                | gen. – nov. 1956                      |
| 2                                              | SVP-DC                                | 1956–1960                             | III (1956)                            | Alois Pupp (1900-1969)                |                                       | Südtiroler Volkspartei                |                                       |
| 3                                              | SVP-DC                                |                                       |                                       | Silvius Magnago (1914-2010)           | Südtiroler Volkspartei                | 1960–1964                             | IV (1960)                             |
| 3                                              | SVP-DC-PSDI                           | 1964–1968                             | V (1964)                              | Silvius Magnago (1914-2010)           | Südtiroler Volkspartei                |                                       |                                       |
| 3                                              | SVP-DC                                | 1968–1973                             | VI (1968)                             | Silvius Magnago (1914-2010)           | Südtiroler Volkspartei                |                                       |                                       |
| Presidenti della Provincia autonoma di Bolzano |                                       |                                       |                                       |                                       |                                       |                                       |                                       |
| (3)                                            |                                       |                                       | Silvius Magnago (1914-2010)           | Südtiroler Volkspartei                | SVP-DC-PSI                            | 1973–1978                             | VII (1973)                            |
| (3)                                            | SVP-DC-PSDI                           | 1978–1983                             | Silvius Magnago (1914-2010)           | Südtiroler Volkspartei                | VIII (1978)                           |                                       |                                       |
| (3)                                            | SVP-DC-PSI                            | 1984–1989                             | Silvius Magnago (1914-2010)           | Südtiroler Volkspartei                | IX (1983)                             |                                       |                                       |
| 4                                              | SVP-DC-PSI                            |                                       |                                       | Luis Durnwalder (1941)                | Südtiroler Volkspartei                | 1989–1993                             | X (1988)                              |
| 4                                              | SVP-DC-PDS                            | 1993–1998                             | XI (1993)                             | Luis Durnwalder (1941)                | Südtiroler Volkspartei                |                                       |                                       |
| 4                                              | SVP-DS-PPI-UPD                        | 1998–2003                             | XII (1998)                            | Luis Durnwalder (1941)                | Südtiroler Volkspartei                |                                       |                                       |
| 4                                              | SVP-DS-DL                             | 2003–2008                             | XIII (2003)                           | Luis Durnwalder (1941)                | Südtiroler Volkspartei                |                                       |                                       |
| 4                                              | SVP-PD                                | 2008–2014                             | XIV (2008)                            | Luis Durnwalder (1941)                | Südtiroler Volkspartei                |                                       |                                       |
| 5                                              | SVP-PD                                |                                       |                                       | Arno Kompatscher (1971)               | Südtiroler Volkspartei                | 2014–2019                             | XV (2013)                             |
| 5                                              | SVP-LSP                               | 2019-2023                             | XVI (2018)                            | Arno Kompatscher (1971)               | Südtiroler Volkspartei                |                                       |                                       |
| 5                                              | SVP-FdI-LSP-DF-LC                     | 2023-                                 | XVII (2023)                           | Arno Kompatscher (1971)               | Südtiroler Volkspartei                |                                       |                                       |